# Mikael Johansson (ishockeyspelare född 1995)
Mikael Carl Johnny Johansson, född 28 juni 1995 i Växjö, är en svensk ishockeyspelare som spelar för Kristianstads IK i Division 1 Södra.
Samma säsong som Växjö Lakers HC tog SM-guld 2015, hade Mikael kontrakt med klubben, men var dock inte med i det avgörande slutspelet. 2017 var han med och tog upp IF Troja-Ljungby till Hockeyallsvenskan.